# Teda församling
Teda församling var en församling i Uppsala stift och i Enköpings kommun i Uppsala län. Församlingen uppgick 2006 i Södra Åsunda församling.

## Administrativ historik
Församlingen har medeltida ursprung. 
Församlingen utgjorde till 1937 ett eget pastorat. Från 1937 till 1962 utgjorde församlingen annexförsamling i pastoratet Svinnegarn, Enköpings-Näs och Teda för att från 1962 till 2006 vara annexförsamling i Tillinge pastorat. Församlingen uppgick 2006 i Södra Åsunda församling.

## Kyrkor
- Teda kyrka